# Chrisostom al II-lea al Ciprului
Hrisostom al II-lea al Ciprului (gr. Χρυσόστομος Β΄, n. 10 aprilie 1941, Tala⁠(d), Eparchia Pafou, Cipru – d. 7 noiembrie 2022, Nicosia, Republica Turcă a Ciprului de Nord) a fost întâistătătorul Bisericii Ortodoxe a Ciprului.

## Biografie
Născut Herodotos Demetriou pe 10 aprilie, 1941 în satul Tala de lângă Paphos, în sudul Ciprului, a rămas orfan de tată la vârsta de zece ani. La încheierea școlii elementare, doi ani mai târziu, a intrat ca frate începător la Mănăstirea Sf. Neofit. Și-a continuat educația în această calitate la gimnaziul din orașul Paphos în anul 1963. Pe 3 noiembrie 1963 a fost hirotonit diacon de episcopul Gheorghe al Trimitundei. Pentru următorii cinci ani a fost epitrop al mănăstirii și în același timp a lucrat la o fermă.
În anul 1968 a început studiile la Facultatea de Teologie a Universității din Atena, pe care a absolvit-o în anul 1972. Pe 19 octombrie 1972 a fost ales ca stareț al Mănăstirii Sf. Neofit. A fost hirotonit preot pe 12 noiembrie 1972 de către arhiepiscopul Macarie al III-lea și apoi așezat în rangul de stareț.
În februarie 1978 starețul Chrisostom a fost ales ca mitropolit de Paphos. A fost hirotonit întru arhiereu pe 26 februarie 1978. Ca urmare a pensionării Preafericitului Hrisostom I, bolnav de Alzheimer, în anul 2006, mitropolitul Hrisostom a fost desemnat ca locum tenens al acestuia și apoi a fost ales ca arhiepiscop al Noii Iustiniane și întâistătător al Bisericii Ciprului pe 5 noiembrie 2006. A fost întronizat pe 12 noiembrie 2006 în Catedrala Sf. Nicolae din Nicosia. 
În aprilie 2006 arhiepiscopul Hrisostom al II-lea s-a exprimat în mod public împotriva planului Națiunilor Unite de reunificare a celor două părți ale Ciprului, plan care a fost mai târziu respins printr-un referendum.
Arhiepiscopul Hrisostom al II-lea a decedat la 7 noiembrie 2022, la vârsta de 81 de ani, după o îndelungată suferință.